# Gradišče (Tišina, Slovenija)
Gradišče (mađarski: Muravárhely) je naselje u slovenskoj Općini Tišini. Gradišče se nalazi u pokrajini Prekomurju i statističkoj regiji Pomurju. Ovdje su rođeni Števan Kühar pisac i političar, te njegov brat Janoš Kühar koji je također pisac.

## Stanovništvo
Prema popisu stanovništva iz 2002. godine naselje je imalo 375 stanovnika.